# Aegoprepes antennator
Aegoprepes antennator är en skalbaggsart som beskrevs av Francis Polkinghorne Pascoe 1871. Aegoprepes antennator ingår i släktet Aegoprepes och familjen långhorningar. Inga underarter finns listade i Catalogue of Life.